# NGC 1351
NGC 1351 ist eine Elliptische Galaxie vom Hubble-Typ E/S0 im Fornax am Südsternhimmel. Sie ist schätzungsweise 62 Millionen Lichtjahre von der Milchstraße entfernt und hat einen Durchmesser von etwa 55.000 Lichtjahren. Unter der Katalognummer FCC 83 ist sie als Mitglied der Fornax-Galaxienhaufens gelistet.
Das Objekt wurde am 19. Oktober 1835 von John Herschel entdeckt.